# Liste der Monuments historiques in Le Baizil
Die Liste der Monuments historiques in Le Baizil führt die Monuments historiques in der französischen Gemeinde Le Baizil auf.

## Liste der Objekte
| Bezeichnung              | Beschreibung                                           | Standort                        | Kennzeichnung | Schutzstatus | Datum | Bild |
| ------------------------ | ------------------------------------------------------ | ------------------------------- | ------------- | ------------ | ----- | ---- |
| Zwei Kapitelle           | Stein, vergoldet, 16. Jahrhundert                      | in der Kirche St-Cénéric (Lage) | PM51002557    | Inscrit      | 1977  |      |
| Kruzifix                 | Holz, farbig gefasst, 18. Jahrhundert                  | in der Kirche St-Cénéric (Lage) | PM51002557    | Inscrit      | 1977  |      |
| Reliquiar                | Holz, vergoldet, 18. Jahrhundert                       | in der Kirche St-Cénéric (Lage) | PM51002560    | Inscrit      | 1977  |      |
| Hauptaltar               | Altartisch; Marmor, zweite Hälfte des 19. Jahrhunderts | in der Kirche St-Cénéric (Lage) | PM51002558    | Inscrit      | 1977  |      |
| Gemälde Madonna mit Kind | Ölfarbe auf Leinwand, 18. oder 19. Jahrhundert         | in der Kirche St-Cénéric (Lage) | PM51002559    | Inscrit      | 1977  |      |
| Ziborium                 | Silber, nach 1838                                      | in der Kirche St-Cénéric (Lage) | PM51003619    | Inscrit      | 1994  |      |
| Kelch                    | Silber, nach 1838                                      | in der Kirche St-Cénéric (Lage) | PM51003620    | Inscrit      | 1994  |      |